# Fram Farrington

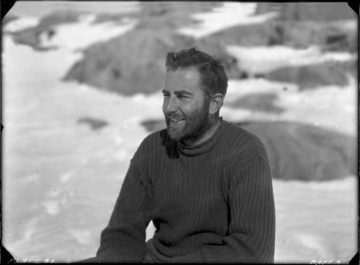
En esta imagen, podemos mirar a Fram Farrington. Una imagen donde podemos admirar una gran sonrisa.

James Edward Butler Futtit Farrington (originalmente llamado Butler; posteriormente llamado Fram) (6 de abril de 1908- 4 de octubre de 2002) fue un miembro clave de una fuerza expedicionaria secreta durante la Segunda Guerra Mundial a la Antártida.

## Comienzos
Farrington era hijo de un clérigo en Dunmurry, concurrió a la Belfast Royal Academy. Al concluir los estudios intento ingresar en el ejército pero no fue aceptado por padecer de un problema en la vista que no le permitía diferenciar los colores. Posteriormente obtuvo un certificado de operador de radio marino y se enlistó en la Marina Mercante británica.

## Primeros viajes a las regiones polares
Luego de prestar servicios en barcos de línea de P & O y barcos de carga comenzó su carrera antártica al incorporarse al Discovery Committee, viajando al sur hasta las costas de la Tierra de Enderby, la Tierra de Kemp y la Tierra de Mac. Robertson en el Territorio Antártico Australiano. Además de sus responsabilidades con la radio Farrington se hizo cargo de producir el periódico del barco Pelagic News. Como miembro de la tripulación del barco recibió la Medalla Polar de Bronce, una distinción que siempre le causó escozor.

## Servicio durante la guerra
Al comenzar la guerra, Farrington pasó a desempeñarse como inspector del Air Ministry en Metropolitan-Vickers en Mánchester, hasta que fue convocado a Londres para participar en la Operation Tabarin, bajo el mando del comandante James Marr. Basado en la isla Decepción, en las islas Shetland del Sur, Farrington había previsto pasar el invierno de 1945–46 en bahía Esperanza, pero su sentido del deber hizo que intercambiara el puesto con un operador de radio menos experimentado. Por lo tanto, desde un sentido estricto, nunca paso un invierno en el continente antártico, por lo que no le fue asignada la Medalla Polar de plata.

## Luego de la guerra
Al regresar de la Antártida en 1946, Farrington pasó a trabajar como oficial científico con el Telecommunications Research Establishment en Malvern, y al cabo de dos años se mudó a la nueva división de electrónica en el Atomic Energy Research Establishment, Harwell. Se retiró en 1975 y regresó a Irlanda del Norte donde falleció el 4 de octubre de 2002.